# Andrea Torrente
Andrea Torrente (Casoria, 25 aprile 1908 – Roma, 25 dicembre 1965) è stato un giurista e magistrato italiano.

## Biografia
Nominato nel 1931 uditore giudiziario presso il Tribunale di Napoli, fu successivamente vicepretore presso la pretura unificata della stessa città. In seguito prestò servizio, con le funzioni di giudice, presso i tribunali di Teramo, Lecce, Benevento e Roma. Nel 1941 venne destinato al Ministero della giustizia con funzioni amministrative, in particolare come addetto all'ufficio delle professioni legali.
A partire dal 1943, dopo aver superato il concorso per la promozione a magistrato di Corte d'Appello di Roma, prestò servizio come consigliere presso la prima sezione civile della Corte d'Appello di Roma, ufficio in cui rimase fino al 1948, divenendo uno dei più stretti collaboratori di Leopoldo Caliendo, primo presidente della corte stessa. Dopo una breve esperienza come magistrato applicato presso la Corte suprema di cassazione, nel 1949 fu promosso consigliere di Cassazione. Nel novembre 1956 venne nominato presidente di sezione presso la Corte Suprema di Cassazione. 
Parallelamente al lavoro di magistrato, Torrente svolse un'incessante attività di ricerca scientifica e didattica. Nel 1948, infatti, gli venne conferita la libera docenza di diritto della navigazione e, a partire dal 1956, fu professore incaricato di istituzioni di diritto privato presso l'Università La Sapienza di Roma.
Fu componente del primo Consiglio superiore della magistratura (1959-1963).

## Opere
La sua opera più nota è il Manuale di diritto privato – curato da Piero Schlesinger, poi aggiornato da Carlo Granelli e Franco Anelli –  Giunto alla ventiseiesima edizione nel 2023: costituisce uno dei più apprezzati manuali di preparazione agli esami universitari e ai concorsi pubblici.
- I contratti di lavoro nella navigazione, 1948.
- Manuale di diritto privato, Milano, Giuffrè, 1952.
- Trattato di Diritto Civile e Commerciale. Volume XXII. La donazione, Milano, Giuffrè, 1956.
- L'impresa e il lavoro nella navigazione, 1962.